# Pasta con le melanzane

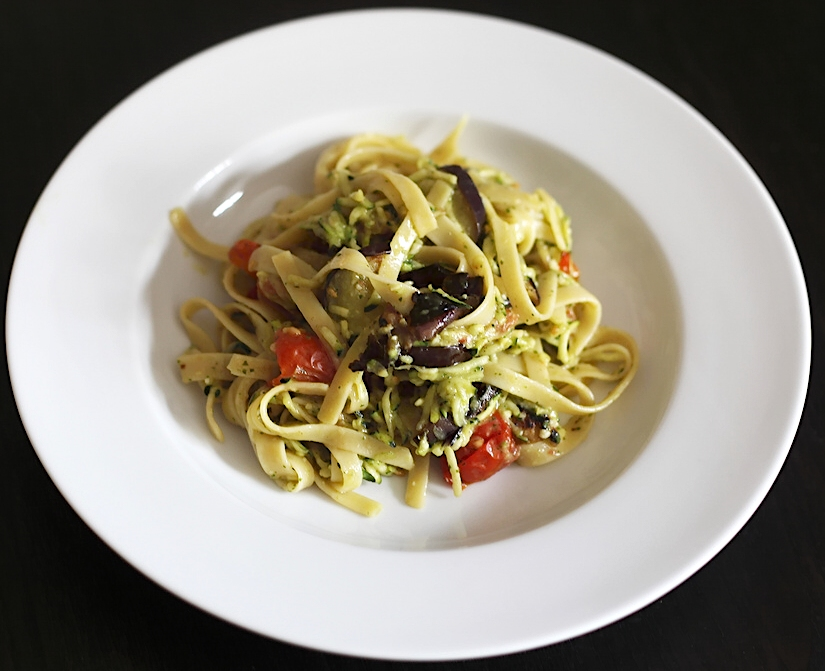
Pasta con le melanzane, hier mit Fettuccine

Pasta con le melanzane ist ein typisches Nudelgericht der sizilianischen Küche. Wie bei der Pasta alla Norma sind Auberginen (ital. Melanzane) Hauptbestandteil der Soße. Sie werden gewürfelt und zusammen mit Knoblauch in Olivenöl angebraten.
Anschließend werden enthäutete, klein geschnittene Paprikaschoten und Tomaten sowie Oliven und Kapern untergerührt und gegart. Nach Belieben können auch Sardellenfilets zugegeben werden.
Die heiße Sauce wird vorzugsweise über Spaghetti oder Bucatini gegossen und mit frischem Basilikum und geriebenem Pecorino siciliano überstreut. Dazu wird frisches Brot gereicht.